# Этнографический музей (Познань)
Этнографический музей (пол. Muzeum Etnograficzne) — музей, находящийся в Познани, Польша. Этнографический музей является филиалом познанского Национального музея.

## История
Музей расположен в здании бывшей масонской ложи, которое было построено в начале XIX века. В музее экспонируются материалы, связанные с этнографической культурой Великой Польши.
В музее действует постоянная выставка Народное искусство Великой Польши, которая экспонирует этнографические материалы XIX—XX веков.
В музее есть отделы, посвящённые азиатской, латиноамериканской и африканской этнографии.